# 2006CCTV体坛风云人物评选
2006CCTV体坛风云人物评选，即2006安踏CCTV体坛风云人物评选，是中国中央电视台为表彰2006年度中国体育人物而举办的评奖活动。2006年11月16日，在北京京瑞大厦启动，较之2005年度，今年的评选奖项将分为“年度十大体坛风云人物奖”（观众投票产生）和“专业奖”两大类。安踏（中国）有限公司也开始赞助本项活动，并设立设立体育公益奖励资金。2007年2月4日，提名名单在长春揭晓。颁奖典礼于2007年4月7日在中央电视台1号演播大厅举行。张斌、刘芳菲担任司仪。本届评选分“十大体坛风云人物”（观众投票产生）和“专业奖”。

## 组织机构
- 主办：中央电视台
- 承办：中央电视台体育节目中心、中视（北京）体育推广有限公司
- 协办：安踏（中国）有限公司、央视国际、《中国电视报》

## 提名及获奖名单
按现场颁奖顺序先后排列
     为最终获奖者
| 奖项             | 姓名               | 项目                     | 开、颁奖嘉宾          |
| ---------------- | ------------------ | ------------------------ | --------------------- |
| 十大体坛风云人物 | 刘翔               | 田径                     | 李中华                |
| 十大体坛风云人物 | 张怡宁             | 兵乓球                   | 赵建国                |
| 十大体坛风云人物 | 韩晓鹏             | 速度滑冰                 | 叶乔波                |
| 十大体坛风云人物 | 郑洁/晏紫          | 网球                     | 邱钟惠                |
| 十大体坛风云人物 | 蔡赟/付海峰        | 羽毛球                   | 李富荣                |
| 十大体坛风云人物 | 丁俊晖             | 台球                     | 奥沙利文              |
| 十大体坛风云人物 | 舒马赫             | 赛车                     | 李玲蔚                |
| 十大体坛风云人物 | 王刚义             |                          | 李栓科                |
| 十大体坛风云人物 | 马晓旭             | 足球                     | 年维泗                |
| 十大体坛风云人物 | 孙海平             | 田径                     | 蔡振华                |
| 奖项             | 姓名               | 项目                     | 开/颁奖嘉宾           |
| 残疾人体育精神奖 | 中国女子坐式排球队 |                          | 郃丽华、汤小泉/       |
| 残疾人体育精神奖 | 李端               | 跳远、三级跳远           | 郃丽华、汤小泉/       |
| 残疾人体育精神奖 | 郭伟               | 铁饼、标枪、铅球         | 郃丽华、汤小泉/       |
| 未名体育人士奖   | 倪震               | 智障人腰鼓歌舞大队负责人 | 丁志忠、刘璇/周大彤   |
| 未名体育人士奖   | 吕慎贤             | 残疾人举重教练           | 丁志忠、刘璇/周大彤   |
| 未名体育人士奖   | 田得祥             | 运动医学家               | 丁志忠、刘璇/周大彤   |
| 最佳教练         | 孙海平             | 田径                     | 苏叔阳、杨桦/霍震霆   |
| 最佳教练         | 姚滨               | 花样滑冰                 | 苏叔阳、杨桦/霍震霆   |
| 最佳教练         | 陆善真             | 女子体操                 | 苏叔阳、杨桦/霍震霆   |
| 最佳教练         | 蒋宏伟             | 女子网球                 | 苏叔阳、杨桦/霍震霆   |
| 最佳教练         | 刘国梁             | 男子乒乓球               | 苏叔阳、杨桦/霍震霆   |
| 最佳女运动员     | 程菲               | 体操                     | 杨扬、郭文景/肖天     |
| 最佳女运动员     | 许昱华             | 国际象棋                 | 杨扬、郭文景/肖天     |
| 最佳女运动员     | 王濛               | 短道速滑                 | 杨扬、郭文景/肖天     |
| 最佳女运动员     | 张怡宁             | 兵乓球                   | 杨扬、郭文景/肖天     |
| 最佳女运动员     | 王楠               | 兵乓球                   | 杨扬、郭文景/肖天     |
| 最佳男运动员     | 刘翔               | 田径                     | 杨利伟、王敏/杨树安   |
| 最佳男运动员     | 杨威               | 体操                     | 杨利伟、王敏/杨树安   |
| 最佳男运动员     | 韩晓鹏             | 滑雪                     | 杨利伟、王敏/杨树安   |
| 最佳男运动员     | 王磊               | 击剑                     | 杨利伟、王敏/杨树安   |
| 最佳男运动员     | 丁俊晖             | 台球                     | 杨利伟、王敏/杨树安   |
| 最佳团队         | 中国女子体操队     |                          | 陈招娣、赵小钧/何振梁 |
| 最佳团队         | 中国男子体操队     |                          | 陈招娣、赵小钧/何振梁 |
| 最佳团队         | 中国女子排球队     |                          | 陈招娣、赵小钧/何振梁 |
| 最佳团队         | 中国女子网球队     |                          | 陈招娣、赵小钧/何振梁 |
| 最佳团队         | 中国跳水队         |                          | 陈招娣、赵小钧/何振梁 |
| 终身成就奖       | 荣高棠             |                          | 赵化勇                |

## 文艺表演
- 歌曲《奥林匹克》 合唱：贾琼、美子等
- 舞蹈《展开翅膀》 领舞：帕尔哈提
- 杂技《绸韵》 表演：苏丹、王宇、王晓梅、沈阳军区前进杂技团
- 舞蹈《平克 弗洛伊德芭蕾》 表演：中央芭蕾舞团
- 歌舞《风云》演唱：韩磊 领舞：贾琼、文洋等